# 무선조종
무선조종(無線操縱, 영어: radio control, RC, R/C)은, 무선에 의해 원격 조작하는 것을 말한다. 자동차 · 비행기 · 보트 등의 취미용 무선 조종 외에도 공업, 군사 등 다양한 분야에서 활용되고 있다.드론(Drone) 과는 다른 개념이다.

## 같이 보기
- 무선조종 자동차
- 무선조종 헬리콥터
- 리모컨